# Rob Bishop
Robert William "Rob" Bishop, född 13 juli 1951 i Kaysville i Utah, är en amerikansk republikansk politiker. Han representerade delstaten Utahs första distrikt i USA:s representanthus 2003–2021.
Bishop var missionär i Tyskland 1970–1972. Han avlade 1974 kandidatexamen i statsvetenskap vid University of Utah. Han arbetade sedan som lärare i high school.
Kongressledamot James V. Hansen kandiderade inte till omval i kongressvalet 2002. Bishop vann valet och efterträdde Hansen i representanthuset i januari 2003.
Bishop och hustrun Jeralynn har fem barn: sönerna Shule, Jarom, Zenock och Jashon samt dottern Maren.